# Maurer Motorsport
Maurer Motorsport war ein deutsches Motorsportteam, das zwischen 1979 und 1983 mit selbst konstruierten Fahrzeugen in der Formel-2-Europameisterschaft antrat. Das Team war von dem Industriellen Willy Maurer gegründet worden; die Autos konstruierte überwiegend Gustav Brunner. Sie waren zumeist schwarz lackiert und trugen in den ersten Jahren Werbeaufkleber von „Mampe Halb und Halb“, einem Kräuterlikör, den eines von Maurers Unternehmen herstellte. 
Der deutsche Unternehmer Willy Maurer war in den frühen 1970er Jahren gelegentlich Rundstreckenrennen gefahren. Nach Beendigung der aktiven Karriere unterstützte er zunächst einige deutsche Teams im Sportwagenbereich. Ab 1979 unterhielt Maurer schließlich ein Werksteam, das fünf Jahre lang in der Formel-2-Europameisterschaft präsent war und einige Erfolge erzielte.

## Maurer als Sponsor im Motorsport
In den späten 1970er Jahren unterstützte Maurer mit seiner Marke „Mampe Halb und Halb“ zunächst das Zakspeed-Team, das einen Ford Capri u. a. für Hans Heyer in der Deutschen Rennsport-Meisterschaft einsetzte. Gelegentlich wurde auch das Team Kremer Racing gefördert, für das Klaus Ludwig fuhr. 

## Geschichte des Rennstalls
Den ersten Kontakt zur Formel 2 hatte Willy Maurer im Sommer 1978. Maurer förderte zu dieser Zeit den Rennfahrer Armin Hahne, der bislang vornehmlich in der Deutschen Rennsport-Meisterschaft angetreten war und nun den Einstieg in den Formelsport suchte. Maurers Versuch, Hahne ein Formel-2-Cockpit bei Chevron zu vermitteln, scheiterte an den unterschiedlichen finanziellen Vorstellungen der Beteiligten. Kurz darauf ermöglichte Maurer Hahne eine Testfahrt für das deutsche Formel-2-Team von Manfred Cassani. Cassani setzte allerdings gebrauchte Rennwagen ein, deren Konkurrenzfähigkeit von vornherein begrenzt war. 
Zusammen mit dem österreichischen Ingenieur Gustav Brunner entschloss sich Maurer daraufhin zum Aufbau eines eigenen Rennstalls, der – für diese Rennklasse ungewöhnlich – selbst konstruierte Rennwagen einsetzen sollte.
In der erfolglos verlaufenden ersten Saison 1979 operierte Maurer Motorsport aus einer Basis in Deutschland. Zum Jahreswechsel 1979/80 übernahm Maurer die Werkshallen und einen Teil der Ausrüstung des insolventen britischen Rennwagenherstellers Chevron in Bolton. In den kommenden dreieinhalb Jahren wurden Maurers eigene Rennwagen dort hergestellt, und der Rennbetrieb des Werksteams wurde ebenfalls in Bolton vorbereitet. Im letzten Jahr seines Formel-2-Engagements verlegte Maurer den Betrieb zurück nach Deutschland.

### 1979
Maurer Motorsport erschien erstmals in der Formel-2-Saison 1979. Das Team setzte den MM1 ein, einen Rennwagen, der von Gustav Brunner entworfen worden war. Der Wagen wurde in Großbritannien von dem Unternehmen John Thompson hergestellt, das auch Formel-1-Teams belieferte. Der MM1 war breit und hatte einen ungewöhnlichen, von zwei äußeren Streben getragenen Heckflügel. Als Antrieb diente ein von Erich Baier vorbereiteter BMW-Motor. Als einziger Fahrer des Teams wurde Armin Hahne verpflichtet.
Die erste Saison von Maurer Motorsport verlief erfolglos. Das Team debütierte beim vierten Meisterschaftslauf der Saison, dem ADAC Eifelrennen auf dem Nürburgring, zog sich allerdings noch vor der Qualifikation zurück, weil der MM1 zu dieser Zeit noch nicht einsatzbereit war. Erst ab der folgenden Veranstaltung in Rom trat Maurer regelmäßig an. Insgesamt nahm Hahne 1979 nur an einem einzigen Rennen teil; bei allen anderen Veranstaltungen verpasste er entweder die Qualifikation oder das Team zog sich vorzeitig wegen technischer Probleme zurück. Beim letzten Lauf der Saison in Donington gelang Hahne erstmals die Qualifikation. Er musste das Rennen allerdings in der 58. Runde nach einem Unfall beenden.

### 1980
Für die nächste Saison verlagerte Maurer seinen Betrieb nach Großbritannien. Das neue Auto, der Maurer MM80, war ebenfalls eine Entwicklung Gustav Brunners. Das Auto war schlanker und hatte konventionelle Linien. Der BMW-Motor wurde bei Maurer selbst vorbereitet.
Als Fahrer wurden Eje Elgh und Markus Höttinger verpflichtet. Höttinger konnte allerdings nur zweimal für Maurer an den Start gehen. Bereits beim zweiten Rennen des Jahres, dem Jim-Clark-Gedächtnisrennen in Hockenheim, verunglückte er tödlich. Er wurde während des Rennens von einem durch die Luft wirbelnden Hinterrad des zuvor verunglückten Derek Warwick erschlagen. Höttinger starb noch am Unfallort. Später übernahm Helmut Henzler das zweite Maurer-Cockpit. Er kam in acht Anläufen dreimal ins Ziel; sein bestes Ergebnis war der achte Platz beim Rennen in Mugello.
Der Schwede Eje Elgh fuhr bei den ersten vier Rennen des Jahres Maurers zweites Auto, kam aber bei keinem Anlauf ins Ziel. Er wurde für zwei Rennen durch Patrick Gaillard ersetzt, der ebenfalls nie das Ziel sah; danach übernahm Beppe Gabbiani das Auto für den Rest der Saison. Gabbiani kam beim Grote Prijs von Zandvoort, bei dem Hans-Georg Bürger in einem Wagen des Tiga-Teams tödlich verunglückte, als Sechster ins Ziel. Er erzielte damit den ersten Meisterschaftspunkt für einen Fahrer mit einem Maurer.
Zum Rennen in Hockenheim wurde ein drittes Auto für Mario Ketterer gemeldet, das aber nicht an den Start ging. Beim letzten Rennen der Saison fuhr Eje Elgh den dritten Maurer; er qualifizierte sich, kam aber nicht ins Ziel.

### 1981
Die dritte Formel-2-Saison war für Maurer Motorsport ein erfolgreiches Jahr. Das Team meldete den MM81, eine Neukonstruktion von Gustav Brunner, die bereits vor dem ersten Rennen Proteste der Konkurrenten auslöste. Es bestand der Verdacht, dass der MM81 auf Ground Effect ausgelegt war und regelwidrig über bewegliche Seitenteile verfügte. Nach einer Untersuchung der Autos erklärte die FIA das Auto für regelkonform. Der Wagen wurde von einem bei Mader vorbereiteten BMW-Motor angetrieben. 
1981 setzte Maurer regelmäßig zwei Autos ein, ein drittes Fahrzeug kam bei einzelnen Rennen zum Einsatz. Einer der Stammfahrer war Roberto Guerrero. Er konnte nur sechs von zwölf Meisterschaftsläufen beenden, erreichte aber beim dritten Rennen des Jahres, bei den „B.A.R.C. 200“ in Thruxton, den ersten Sieg für das Maurer-Team. Sein Vorsprung auf den zweitplatzierten Riccardo Paletti, der einen March für das mit Quasi-Werksstatus versehene Team Onyx fuhr, betrug 41 Sekunden. Zwei vierte Plätze in Enna und in Misano brachten Guerrero weitere Punkte ein.
Der zweite Stammfahrer war Eje Elgh. Er trat ebenfalls bei jedem Rennen an und kam mit einer Ausnahme immer ins Ziel. Auch er gewann einmal (beim Gran Premio di Roma in Vallelunga) und kam darüber hinaus in Thruxton und auf dem Nürburgring jeweils als Zweiter ins Ziel. Daneben erzielte er einen dritten Platz beim Grand Prix de F2 Belgique in Spa-Francorchamps sowie mehrere vierte und fünfte Plätze. Elgh wurde mit 37 Punkten Dritter der Meisterschaft hinter Geoff Lees im Ralt-Werksteam (51 Punkte) und Thierry Boutsen im March-Werksteam (37 Punkte).
Bei zwei Veranstaltungen fuhr Manfred Winkelhock einen dritten Maurer MM81. Er wurde in Spa Fünfter und beim anschließenden Rennen in Donington Dritter. Bei diesem Rennen war er der beste Maurer-Pilot.

### 1982
1982 beherrschte Maurer zeitweilig die Formel-2-Europameisterschaft. In diesem Jahr setzte das Maurer-Werksteam drei Autos ein und belieferte darüber hinaus das private Team Bertram Schäfer Racing mit zwei weiteren Wagen.
Das Team trat im gesamten Jahr mit dem MM82 an. Eine Besonderheit des Wagens waren doppelte Federeinheiten, die geeignet waren, den Kontakt zwischen Schürzen und Fahrbahnoberflächen herzustellen, sobald der Wagen in Bewegung war. Die Werkswagen wurden mit leistungsstarken, von Heidegger vorbereiteten BMW-Motoren angetrieben.
Maurers erster Fahrer war Stefan Bellof, der seine erste Saison in der Formel 2 bestritt. Bellof hatte im Oktober 1981 erstmals ein Formel-2-Auto für Maurer getestet. Willy Maurer übernahm 1982 das Management des Gießener Rennfahrers und unterstützte ihn finanziell und organisatorisch. Bellof erhielt auch Unterstützung von BMW. Vermittelt durch Dieter Stappert, brachte er dem Team für die kommende Saison drei kostenlose Motoren mit. Bellofs Einstand in der Formel 2 war erfolgreich. Er gewann die ersten beiden Rennen der Saison – seine ersten Formel-2-Rennen – überlegen. Dadurch sowie durch einen zweiten Platz in Enna, einen dritten in Hockenheim und jeweils einen fünften Platz auf dem Nürburgring und in Misano erzielte Bellof insgesamt 33 Punkte, sodass er die Saison als Vierter der Formel-2-Europameisterschaft beendete und den Ruf des „kommenden Mannes im deutschen Motorsport“ festigte.
Der zweite Maurer wurde von Beppe Gabbiani gefahren. Der Italiener kam achtmal ins Ziel und wurde mit 26 Punkten Fünfter hinter Bellof. 
Der dritte Maurer wurde in den ersten drei Rennen des Jahres von Peter Schindler gefahren, der zweimal weit außerhalb der Punkteränge ins Ziel kam. Beim ADAC-Eifelrennen auf dem Nürburgring wurde er durch Eje Elgh ersetzt, der 17. wurde. Danach übernahm Jean-Louis Schlesser das Auto für den Rest der Saison. Schlesser kam sechsmal ins Ziel, erreichte aber keine Punkte. Beim Rheinpokal auf dem Hockenheimring wurde er einmalig durch Alain Ferté ersetzt, der mit Aufhängungsbruch ausfiel.
Das private Team Bertram Schäfer Racing setzte 1982 zwei Maurer MM82 ein. Stammfahrer war Frank Jelinski, dessen bestes Ergebnis der vierte Platz beim Rennen in Pau war. Dort kam er vor den Maurer-Werkswagen ins Team. Schäfers zweites Auto wurde zumeist von Pierre Chauvet gefahren; gelegentlich gingen statt seiner Mike Thackwell oder Wolfgang Klein an den Start.

### 1983
In der Saison 1983 trat Maurer erneut mit Stefan Bellof als Spitzenfahrer in der Formel 2 an. Allerdings war Willy Maurers Aufmerksamkeit seinem Team gegenüber reduziert; sein Hauptaugenmerk lag in diesem Jahr auf dem Ziel, Bellof einen Einsatz in der Formel 1 zu ermöglichen.
Maurer meldete für die Saison 1983 den MM83, eine Weiterentwicklung des Vorjahresautos, das sich in erster Linie durch ein Monocoque aus kohlenstofffaserverstärktem Kunststoff und eine geänderte Aufhängung vom MM82 unterschied. Nachdem Gustav Brunner bereits im Laufe des Jahres 1982 zu Alfa Romeos Formel-1-Team gewechselt war, war der MM83 von Paul Brown entworfen worden. Die BMW-Motoren wurden von Max Heidegger vorbereitet. Zu Beginn der Saison gab es Differenzen über die Bezahlung der Motoren. Wegen angeblich unbezahlter Rechnungen ließ Heidegger beim zweiten Saisonrennen die Autos von Bellof und Alain Ferté pfänden. 
Maurer Motorsport setzte in diesem Jahr werksseitig vier Fahrzeuge ein, Bertram Schäfer Racing brachte zwei weitere Maurer an den Start.
Maurers Stammpilot Bellof wurde für zehn Rennen gemeldet, ging aber nur siebenmal an den Start, da er im gleichen Jahr werksseitig Sportwagenrennen für Porsche fuhr und es wiederholt zu Terminsüberschneidungen kam. Bellof kam 1983 nur dreimal ins Ziel; sein bestes Ergebnis war der zweite Platz beim Rennen in Madrid. Dreimal fiel er infolge technischer Defekte aus, in Pau wurde er – ebenso wie sein Teamkollege Alain Ferté – wegen Untergewichts des Autos disqualifiziert, in Misano wurde Bellof wegen angeblich illegaler Schürzen an seinem Auto nicht zum Start zugelassen. Bellof beendete die Saison als Neunter.
Das zweite Auto fuhr Pierre Petit, der fünfmal ins Ziel kam, aber keine Meisterschaftspunkte erzielte. Alain Ferté im dritten Auto wurde beim Internationalen Eifelrennen auf dem Nürburgring und in Madrid Fünfter. Der vierte Maurer wurde für Kenny Acheson gemeldet. Er kam regelmäßig ins Ziel und wurde in Pau Zweiter. Beim letzten Rennen des Teams in Limbourg fuhr an seiner Stelle Frank Jelinski.
Bertram Schäder Racing setzte in der Saison 1983 erneut zwei private Maurer MM82 ein. Stammfahrer war der Schwede Tomas Kaiser, das zweite Auto fuhren abwechselnd Frank Jelinski, Bartl Stadler und Henning Hagenbauer. Jelinski erreichte mit dem sechsten Platz in Pau das beste Ergebnis des privaten Teams. 
Zum letzten Rennen des Jahres in Mugello trat Maurer Motorsport nicht mehr an. Das Team wurde aufgelöst. Nachdem Bellof für 1984 ein Formel-1-Cockpit bei Tyrrell erhalten hatte, konzentrierte sich Willy Maurer in den folgenden eineinhalb Jahren auf das Management Bellofs. Ein Aufstieg seines eigenen Teams in die Formel 1, über den Maurer und Gustav Brunner im Anfang 1982 wiederholt nachgedacht hatten, wurde nicht realisiert.